# Monoceronychus californicus
Monoceronychus californicus är en spindeldjursart som beskrevs av McGregor 1945. Monoceronychus californicus ingår i släktet Monoceronychus och familjen Tetranychidae. Inga underarter finns listade i Catalogue of Life.